# Siam Di Tella

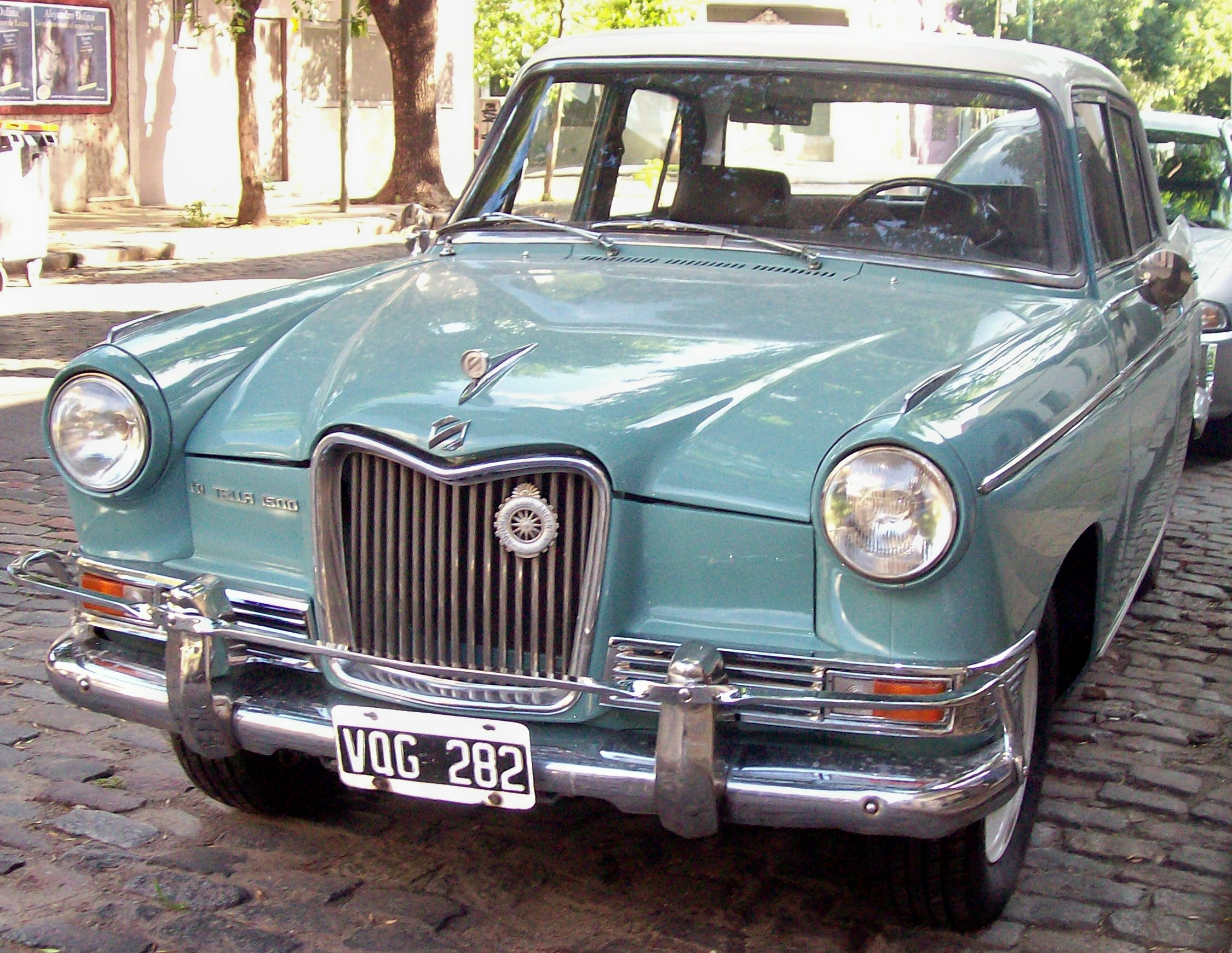
Di Tella 1500

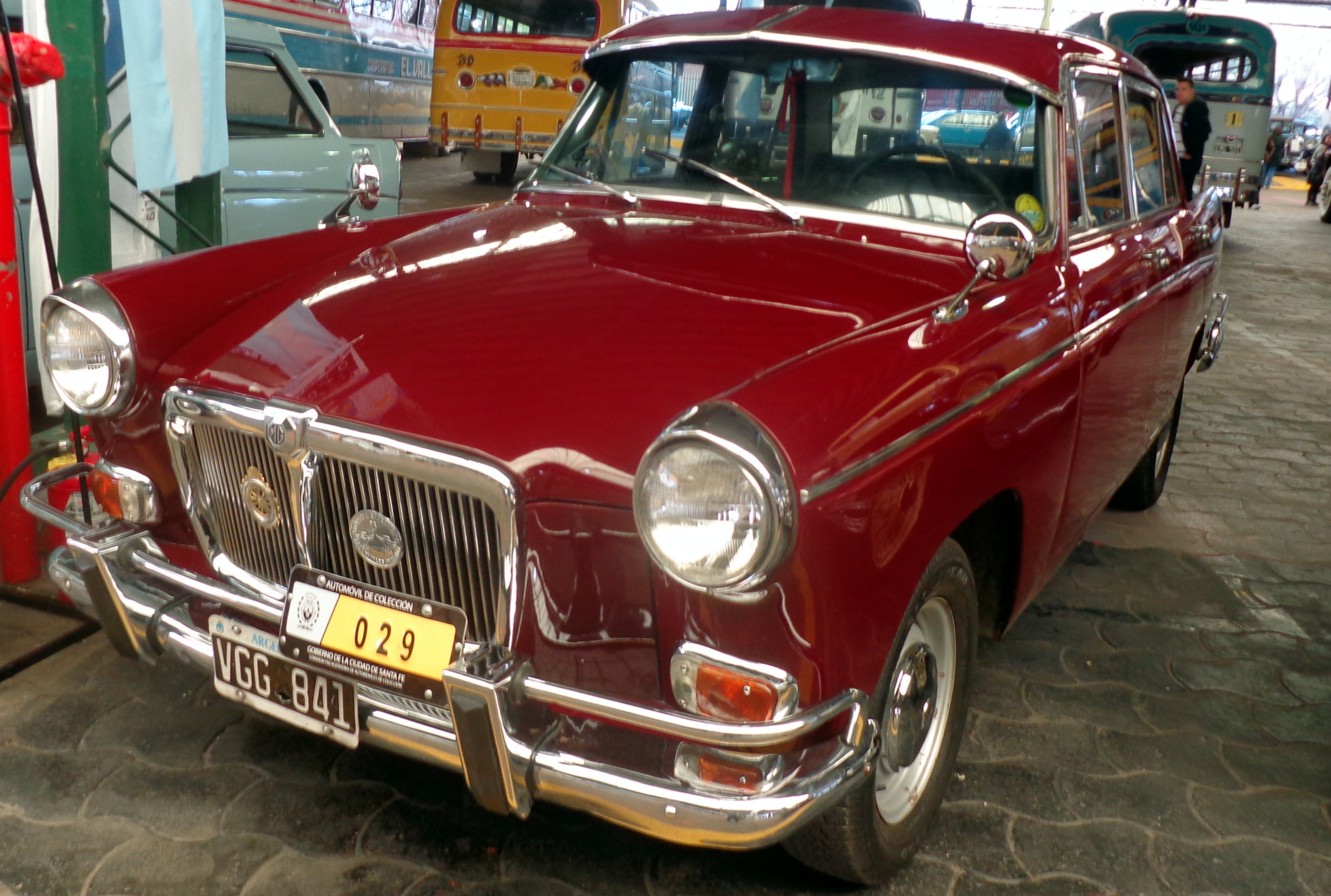
Di Tella Magnette

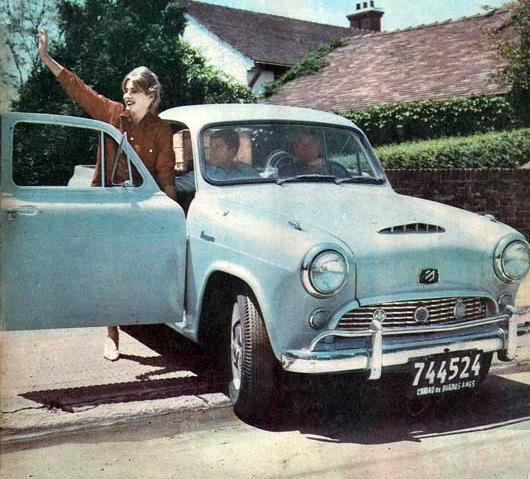
Di Tella Argenta der ersten Generation

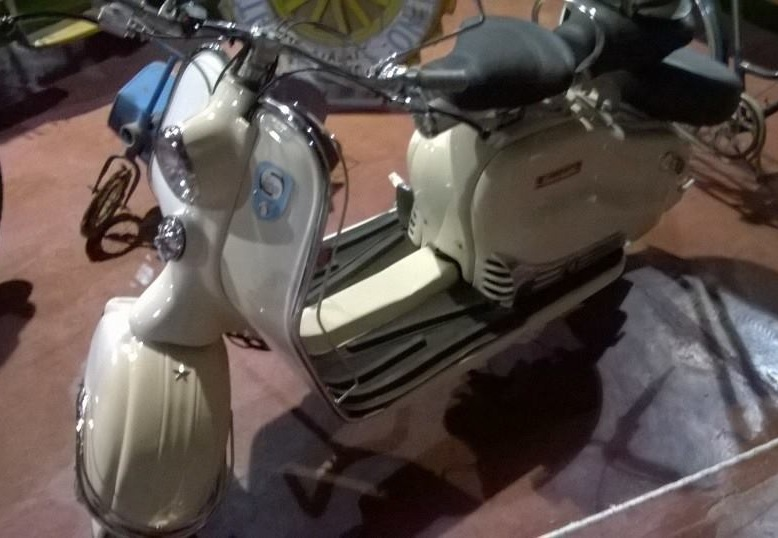
Siambretta-Motorroller

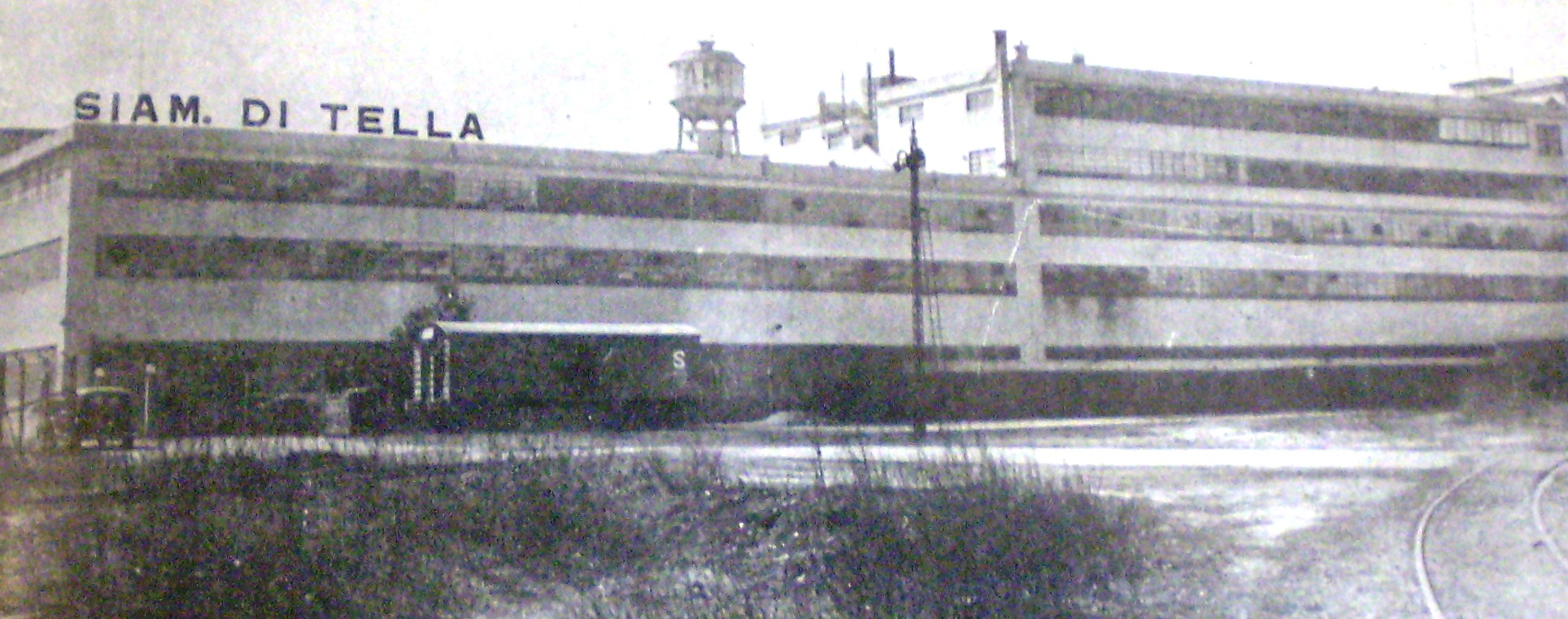
Gebäude

Siam Di Tella war ein argentinisches Unternehmen.

## Unternehmensgeschichte
Torcuato Di Tella (1892–1948) gründete 1910 das Unternehmen Siam, kurz für Sección Industrial Amasadoras Mecánicas. Guido Allegrucci war sein Partner. Zunächst entstanden Maschinen für Bäckereien und später andere technische Geräte, darunter auch Kühlschränke. Da bei seinem Tod 1948 seine Söhne Torcuato und Guido noch minderjährig waren, übernahm zwischenzeitlich sein Neffe Torcuato Alfredo Sozio di Tella die Leitung des Unternehmens. Seine Söhne benannten es später in Siam Di Tella um. In den 1950er Jahren kamen Waschmaschinen, Herde, Fernsehgeräte sowie der Motorroller Siambretta dazu.
1959 begann in Monte Chingolo in der Provinz Buenos Aires die Produktion von Automobilen nach einer Lizenz von der British Motor Corporation. Eine andere Quelle gibt an, dass die Vereinbarung mit BMC 1959 abgeschlossen wurde, aber das Werk erst am 15. März 1960 fertig war und am 2. April 1960 das erste Automobil montiert war. Nun stand Siam für Sociedad Industrial Americana de Máquinas. Der Markenname lautete Di Tella., möglicherweise auch Siam. Ende 1961 beschäftigte das Unternehmen rund 2000 Mitarbeiter. 1964 kam es aufgrund von finanziellen Schwierigkeiten zu einer Zusammenarbeit mit IKA. 1965 oder 1966 endete die Automobilproduktion bei Siam Di Tella. Die Compañía Industrial de Automotores (kurz CIDASA) setzte die Automobilproduktion fort.
1986 wurden Teile des Unternehmens verkauft.

## Fahrzeuge
Das erste Modell war der 1500 als Limousine. Er basierte auf der Baureihe BMC ADO9, und zwar entweder auf dem Morris Oxford oder dem Riley 4/68. Sein Vierzylindermotor mit 73 mm Bohrung, 89 mm Hub und 1489 cm³ Hubraum leistete 41 kW (56 PS).
1962 oder 1963 ergänzte der Kombi Traveller das Sortiment.
Der Magnette kam 1964 dazu. Er war mehr vom MG Magnette inspiriert. Sein Vierzylindermotor hatte 76,2 mm Bohrung, somit 1622 cm³ Hubraum, und leistete 55 kW (75 PS).
Diese Fahrzeuge hatten einen Radstand von 252 cm. Sie waren 452 cm lang, 162 cm breit und 152 cm hoch. Das Leergewicht war mit 1090 kg angegeben.
1961 oder 1962 ergänzte der Pick-up Argenta das Sortiment. Die erste Serie basierte noch auf einem älteren Modell. Der Motor mit 1489 cm³ Hubraum leistete 35 kW (47 PS). Das Fahrzeug mit 251 cm Radstand war 429 cm lang, 159 cm breit und 161 cm hoch. Es wog 1003 kg. 1963 folgte die zweite Serie, die auf dem 1500 basierte. Der Radstand betrug 2546 mm, also etwas mehr als bei der Limousine. Das Fahrzeug war 4586 mm lang, 1610 mm breit und 1513 mm hoch. Das Leergewicht betrug 950 kg und die Nutzlast 500 kg.

## Produktionszahlen
Im Folgenden die Produktionszahlen der einzelnen Modelle. Zu beachten ist, dass die rund 7000 Fahrzeuge von CIDASA enthalten sind.
| Modell                 | Produktionszahl |
| ---------------------- | --------------- |
| 1500 (Limousine)       | 45.785          |
| 1500 Traveller (Kombi) | 1.915           |
| Magnette               | 2.664           |
| Argenta (Pick-up)      | 11.113          |
| Summe                  | 61.477          |

Eine andere Quelle gibt an, dass insgesamt 62.049 Automobile entstanden.

## Siam di Tella División electromecánica
In den späten 1960er Jahren unterzeichnete die elektromechanische Abteilung von SIAM zwei Verträge, die es schließlich ermöglichen würden, schwere Maschinen in dem Land zu produzieren. Der erste Vertrag  mit der US-Firma Wabco (Westinghouse Air Brake CO) war für die Produktion von drei Modellen von Wabco-Motorgradern in seinem Werk Monte Chingolo. Dies waren die Modelle 440, 444 und 660. Dieser Vertrag war bis Mitte der 1980er Jahre in Kraft, wo Sade (Sociedad Argentina de Electrificación) seit 1984 die Produktion der Motorgrader-Modelle 130 H und 160 H unter die Marke Siam Sade bis in die 1990er Jahre fortsetzte.
Der zweite Vertrag war mit International Harvester für die Produktion des Frontladers Payloader H60B, verlängert bis Ende der 1970er Jahre.